# Trinity Records
Trinity Records is een voormalig, in Hongkong gevestigd, muzieklabel waarvan de uitgaven in de periode 2002-2010 gedocumenteerd zijn. De catalogus bevat opnamen van Europese groepen die speciaal voor de Aziatische markt waren gelicenseerd.

## Artiesten
Bekende bands in heden en verleden van het label zijn:
- Bloodbath
- Chthonic
- Dissection
- Orphaned Land
- Swallow the Sun